# مقبرة العظماء (باريس)

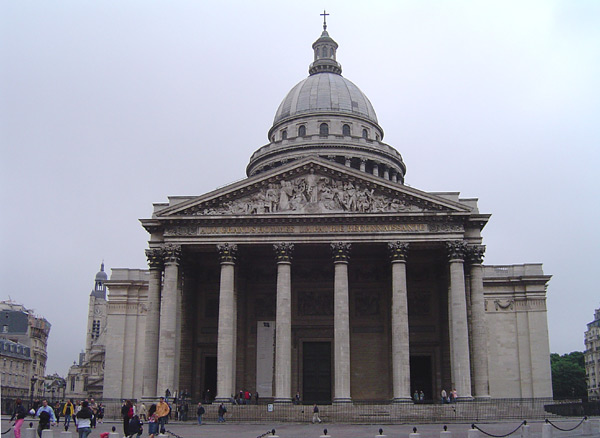
مبنى البانتيون من الخارج

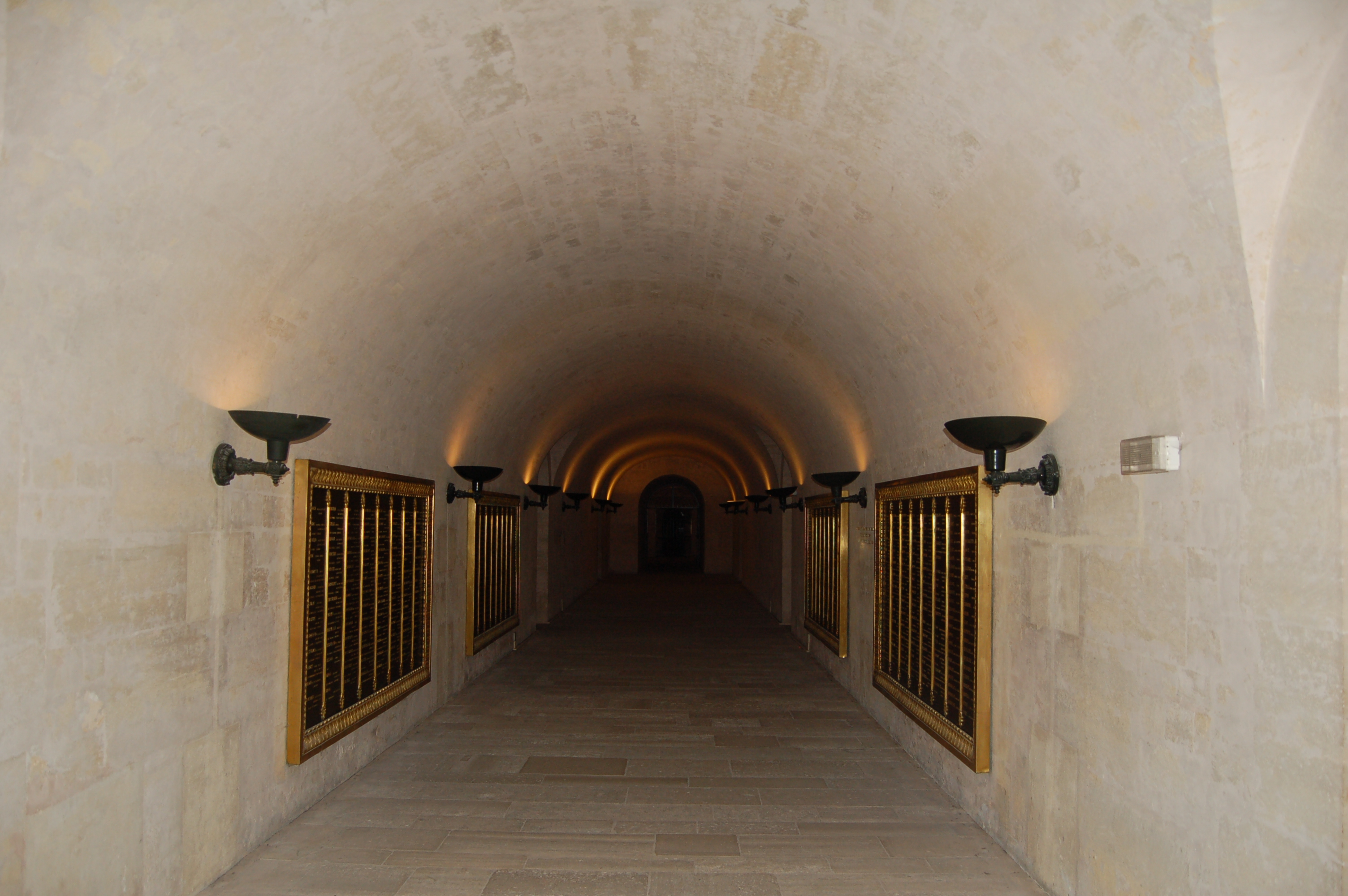
سرداب البانثيون، حيث يدفن العظماء

مقبرة العظماء أو البانثيون (بالفرنسية: Panthéon) (وتعني باليونانية: كل الأرباب) هي مبنى بالحي اللاتيني في باريس يضم رفات بعض عظماء الفرنسيين. تم بناؤه ليكون كنيسة لسانت جينيفيف، تقع في الدائرة الخامسة في باريس في مونتانيي سانت جانفيف. البانتيون يطل على كافة أرجاء باريس. كان مصممه جاك جيرمان لديه نية الجمع بين خفة وسطوع الكاتدرائية القوطية مع المبادئ الكلاسيكية.

## تاريخه
تعهد الملك لويس الخامس عشر في عام 1744 أنه إذا تعافى من مرضه أنه سيحل محل الكنيسة المهدمة في دير سانت جينيفيف صرح يليق بالشفيع باريس. وقد تعافى، وأوكل هابيل بواسون فرانسواو ماركيز دي مارينيي بالوفاء بنذره. في 1755، كلف مارينيي جاك جيرمان لتصميم الكنيسة، مع بداية البناء بعد عامين.

## معرض صور بعض المدفونين في المقبرة

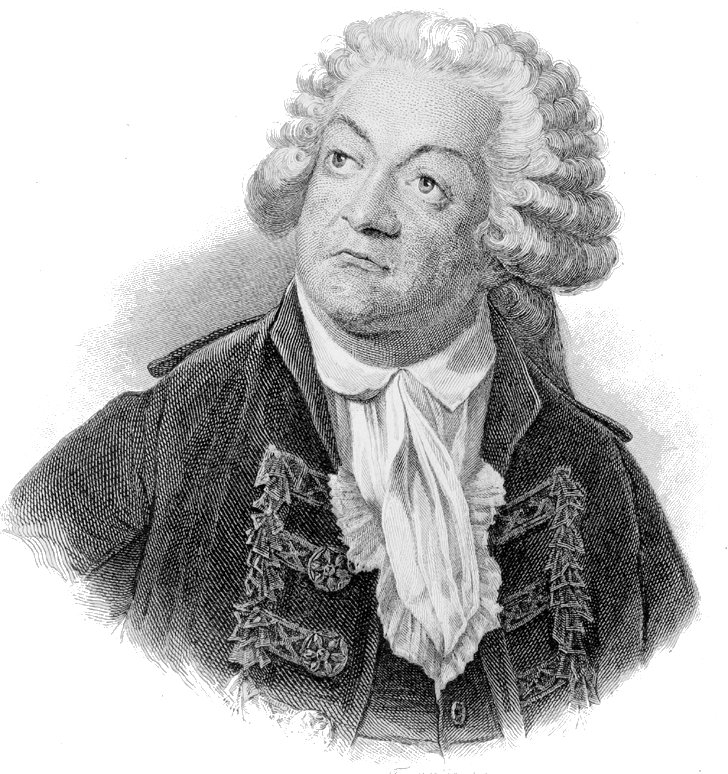
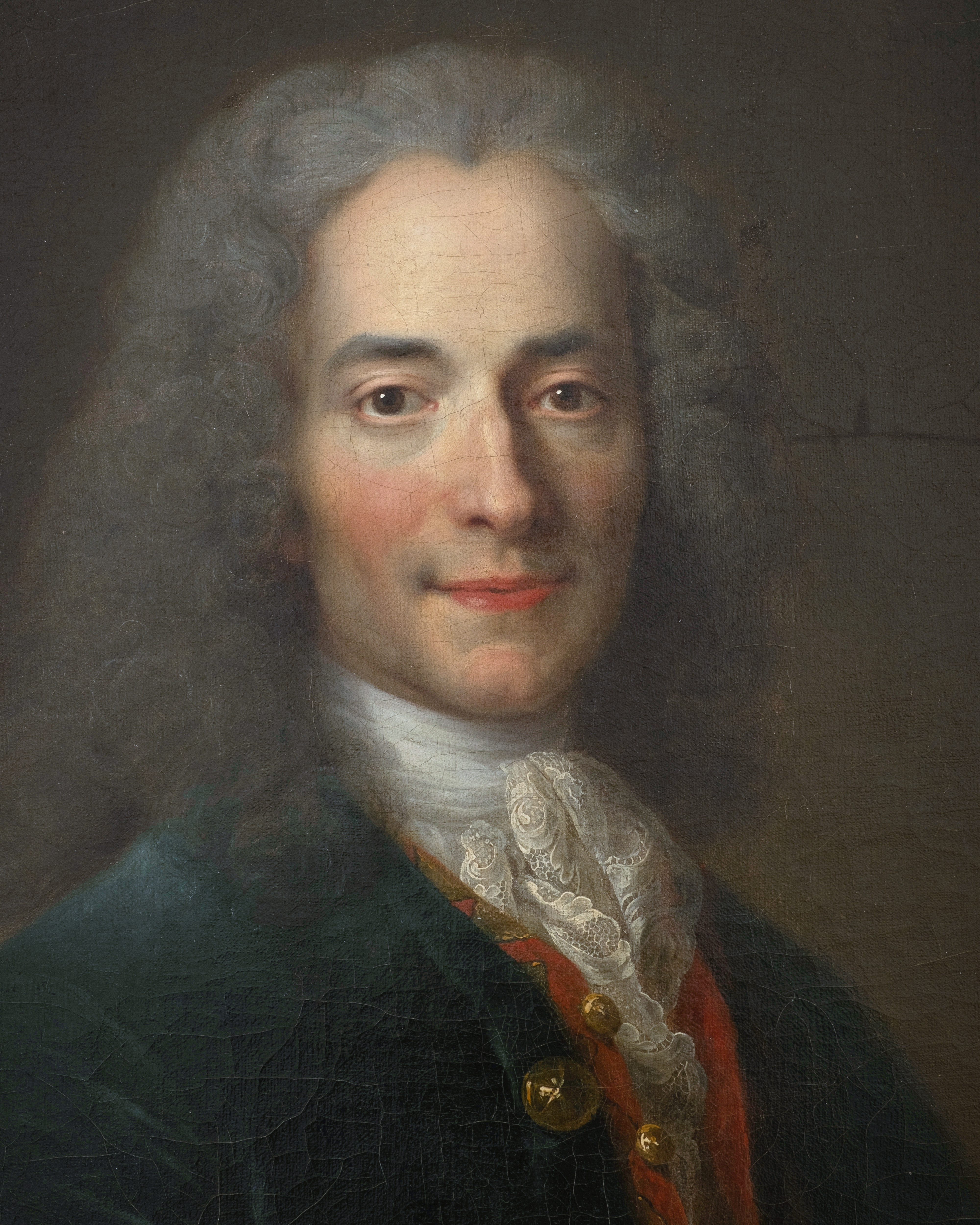
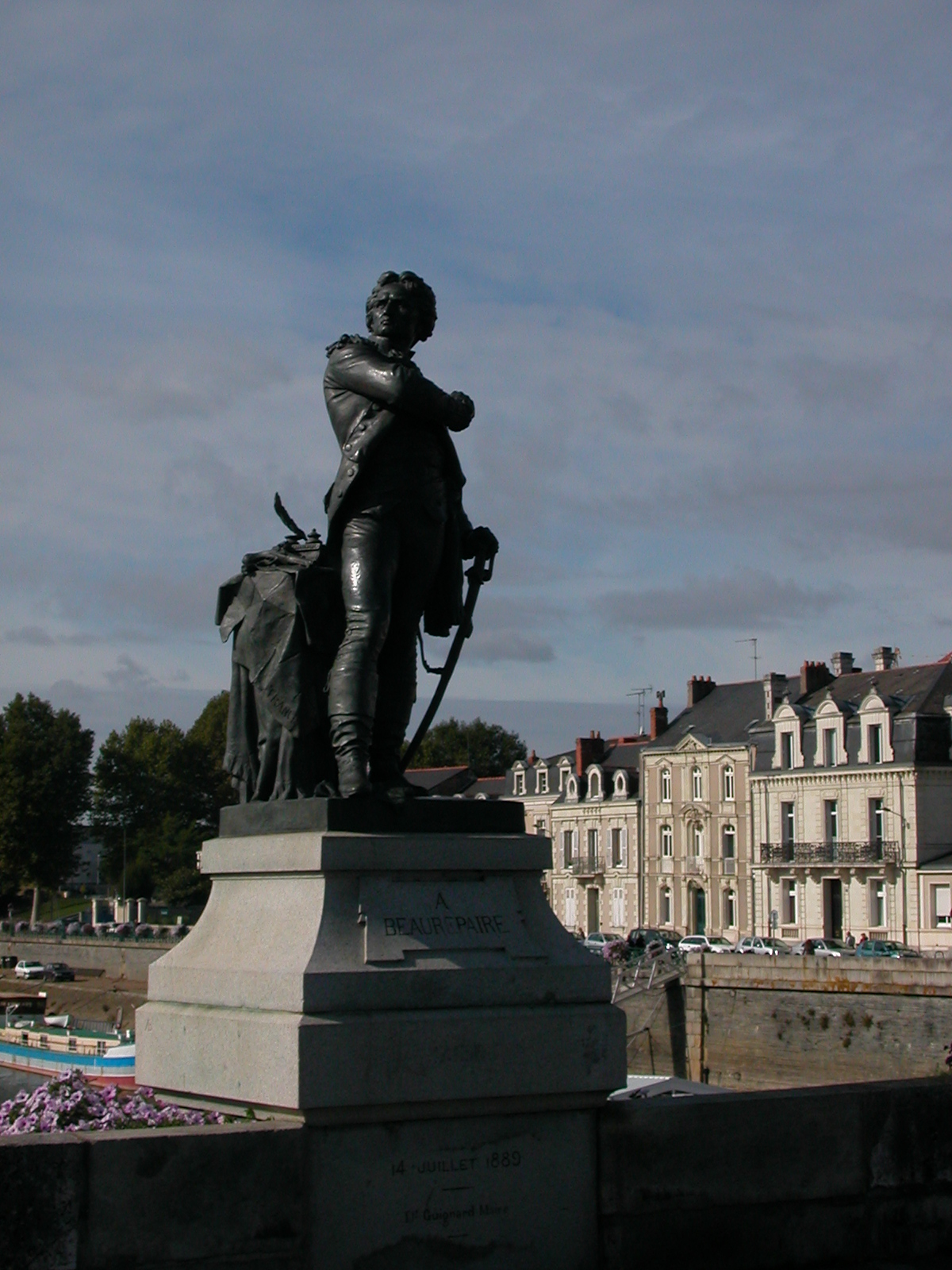
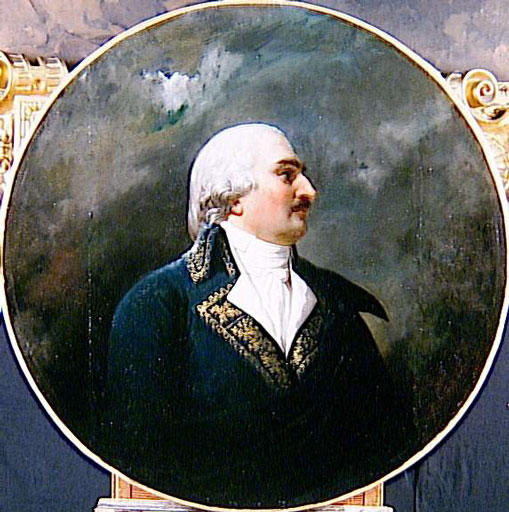
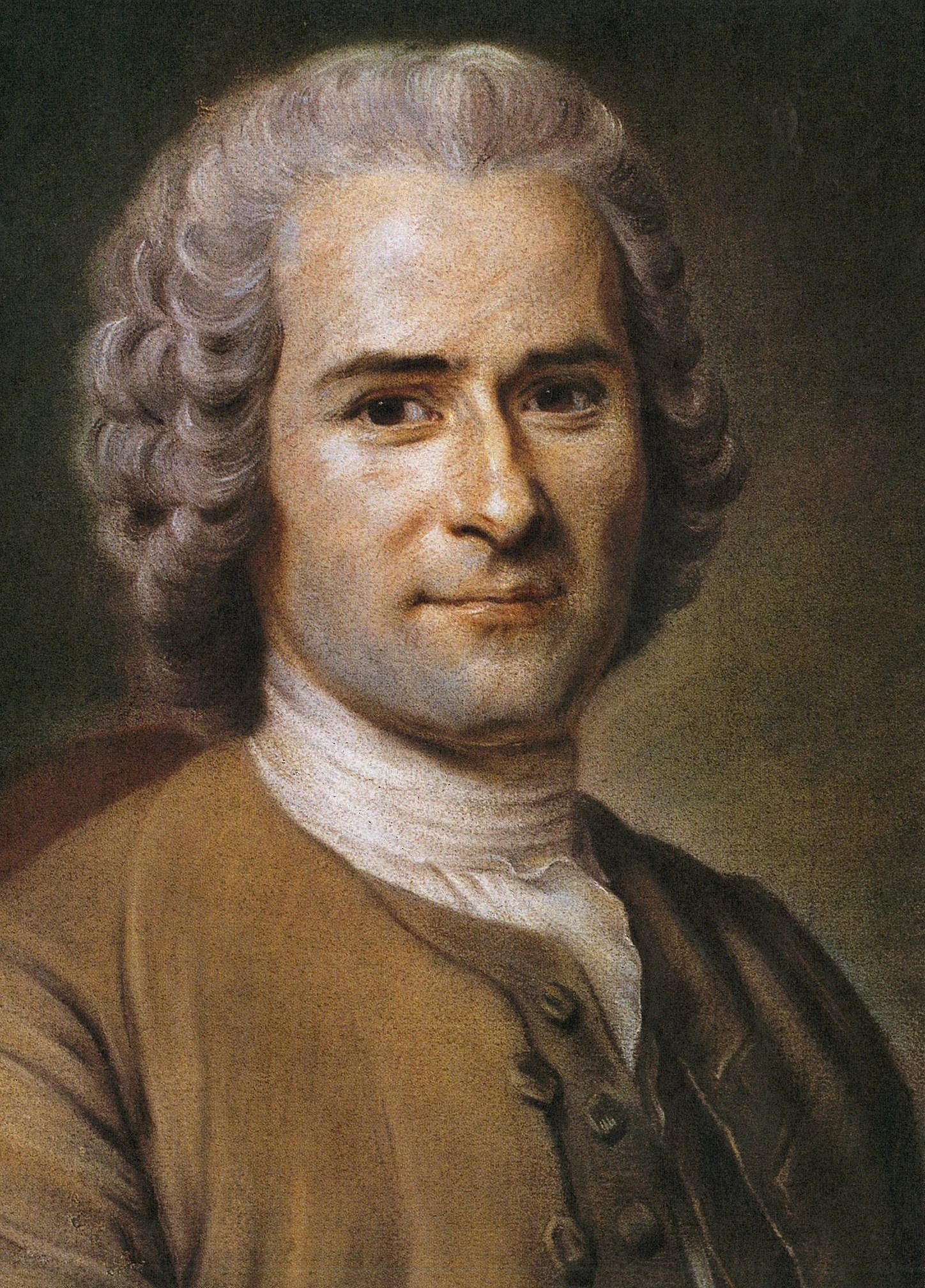
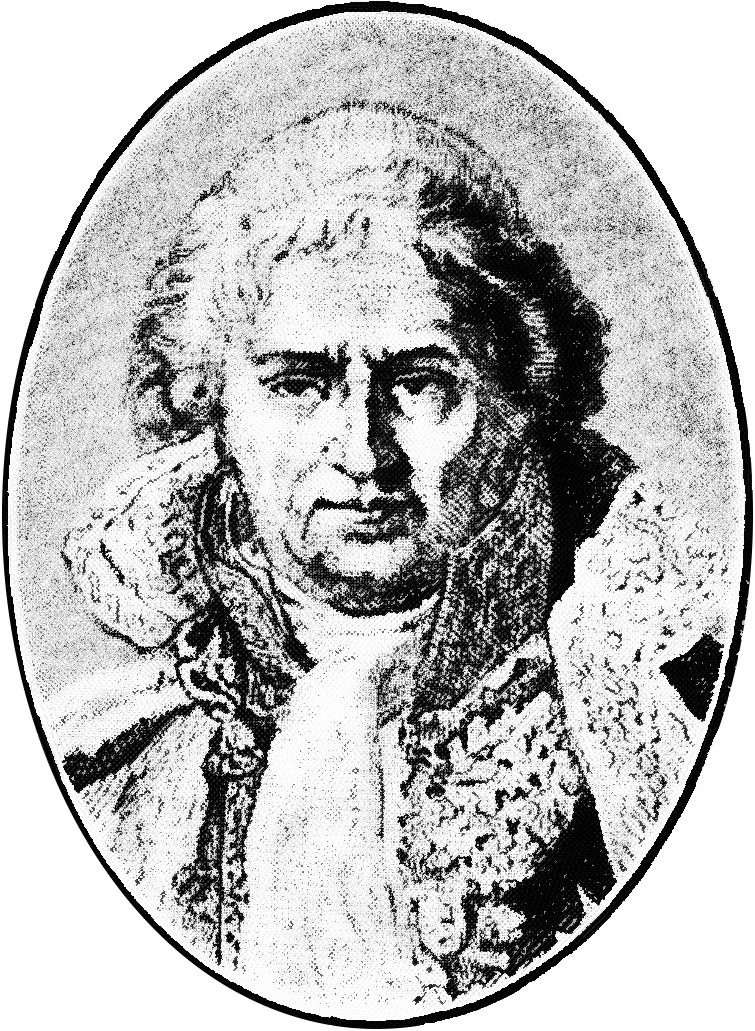
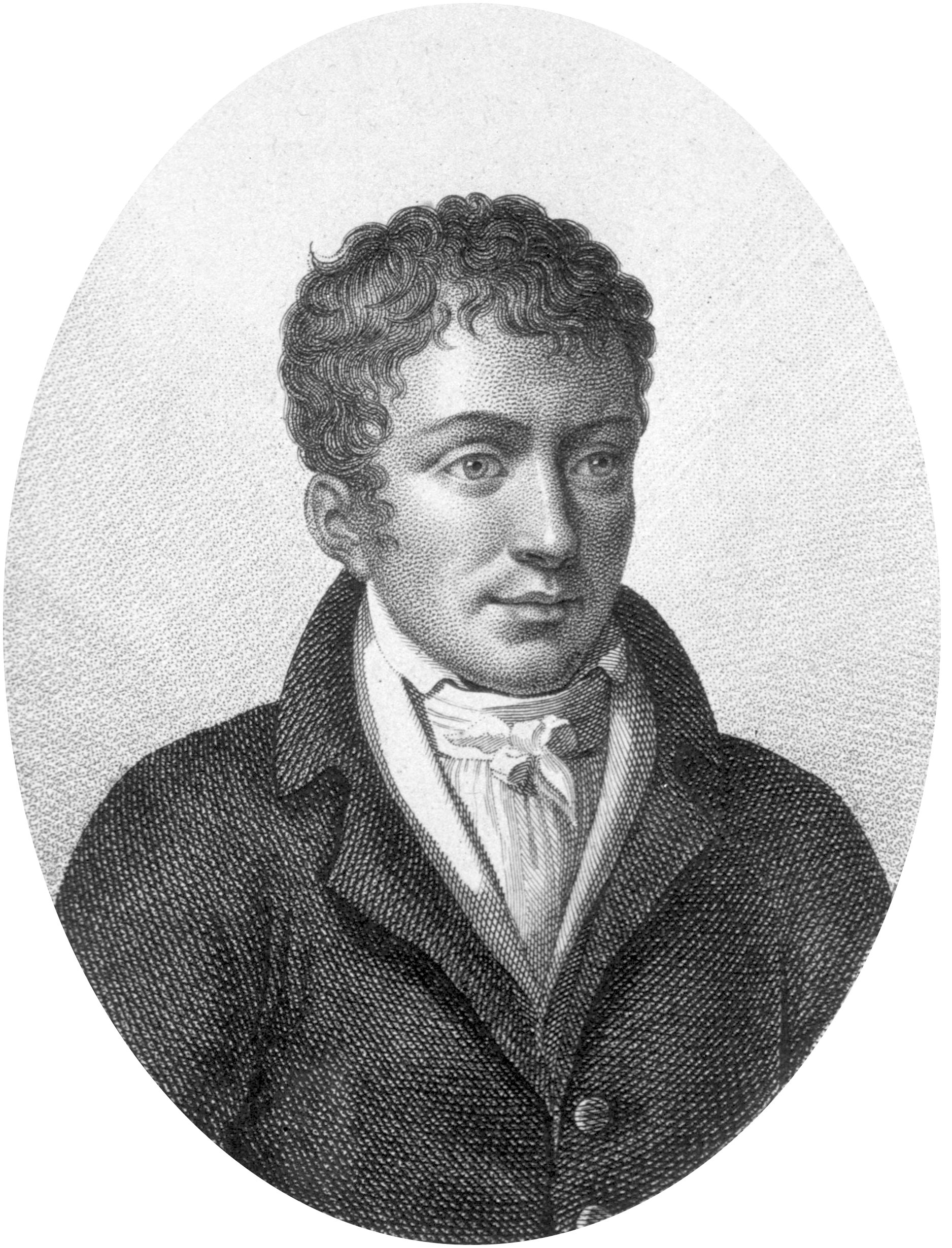
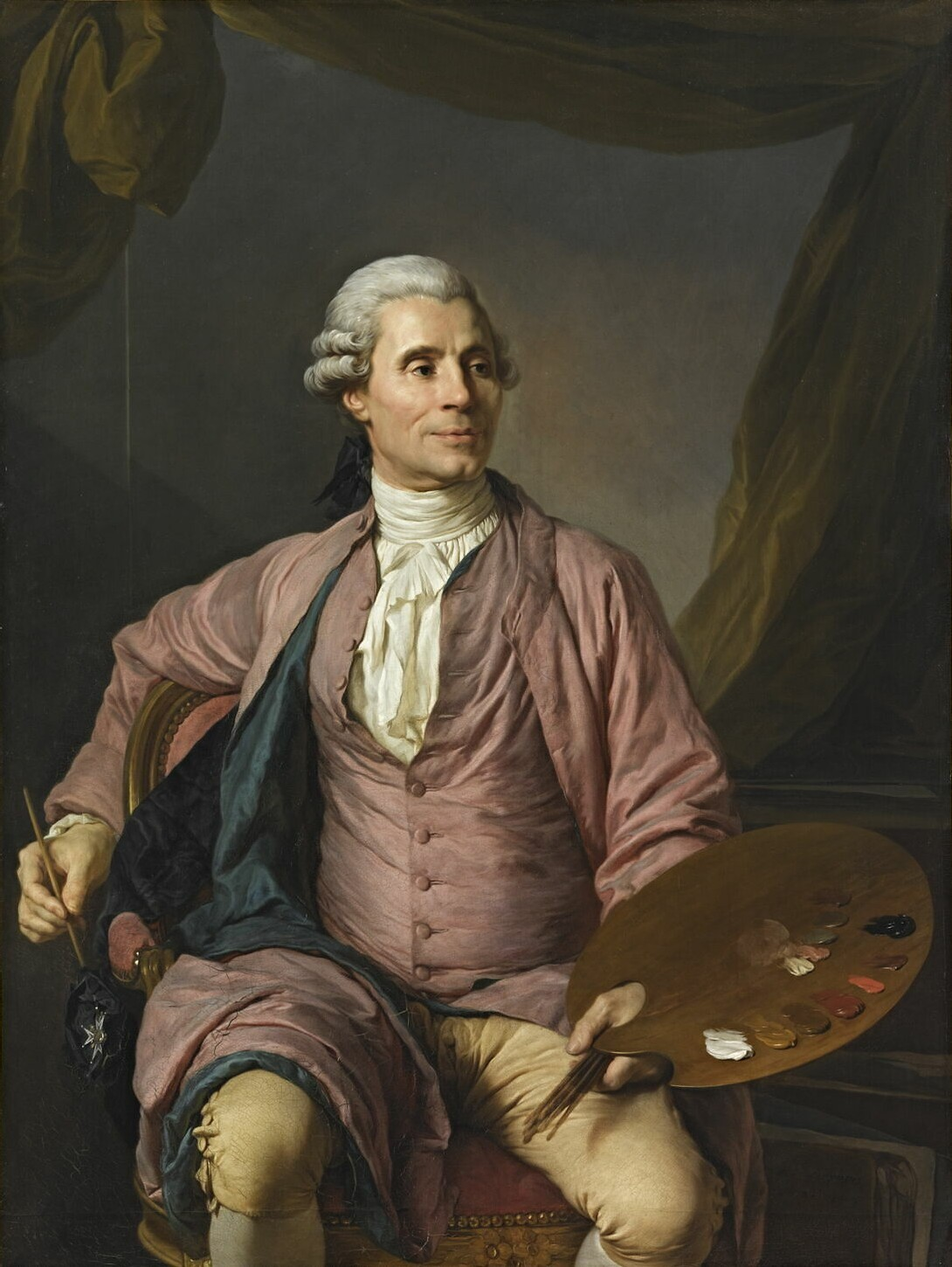
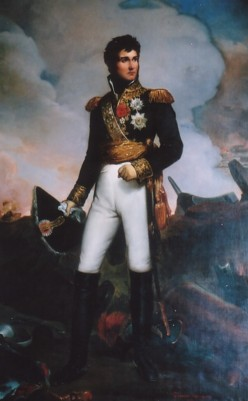
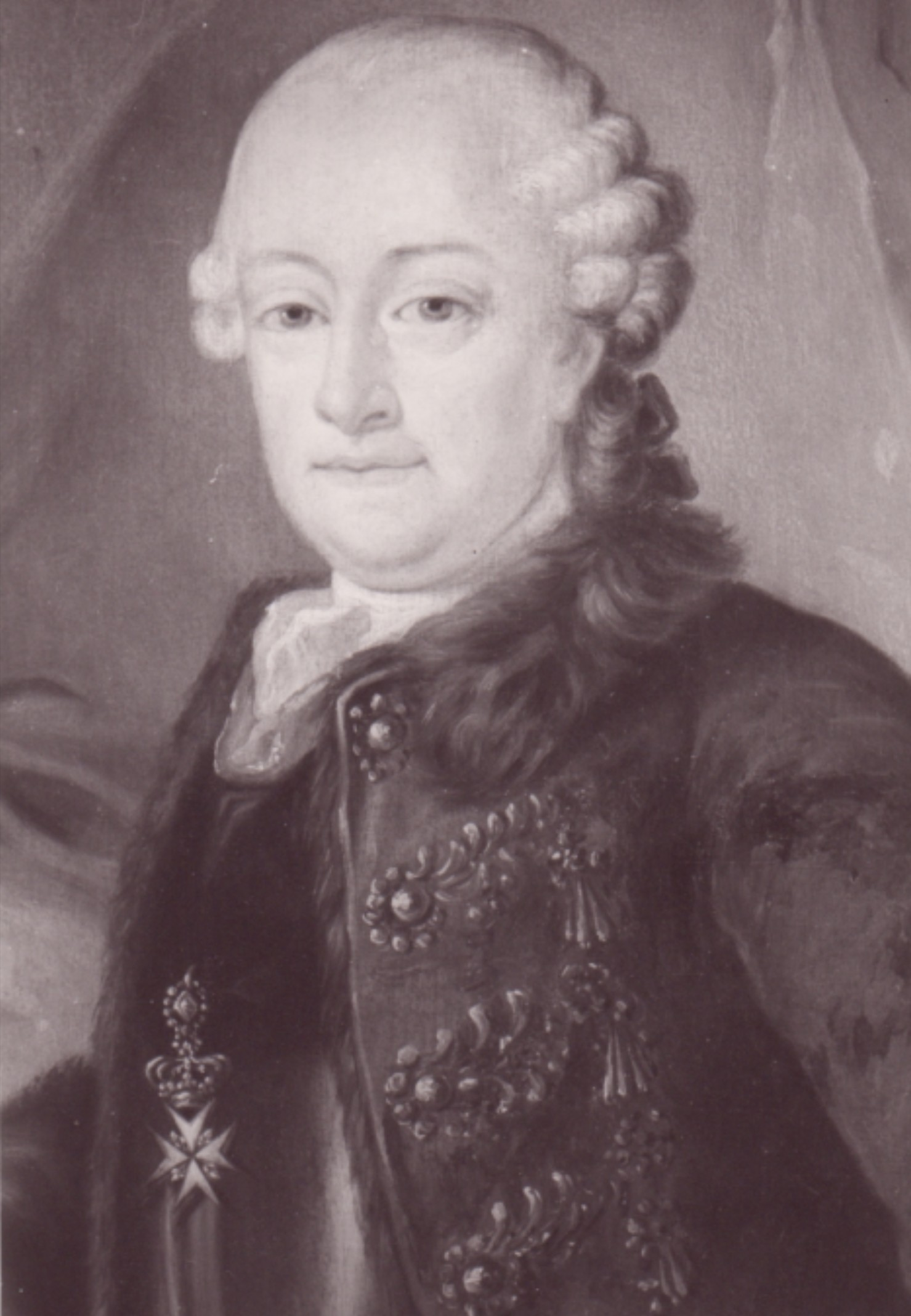
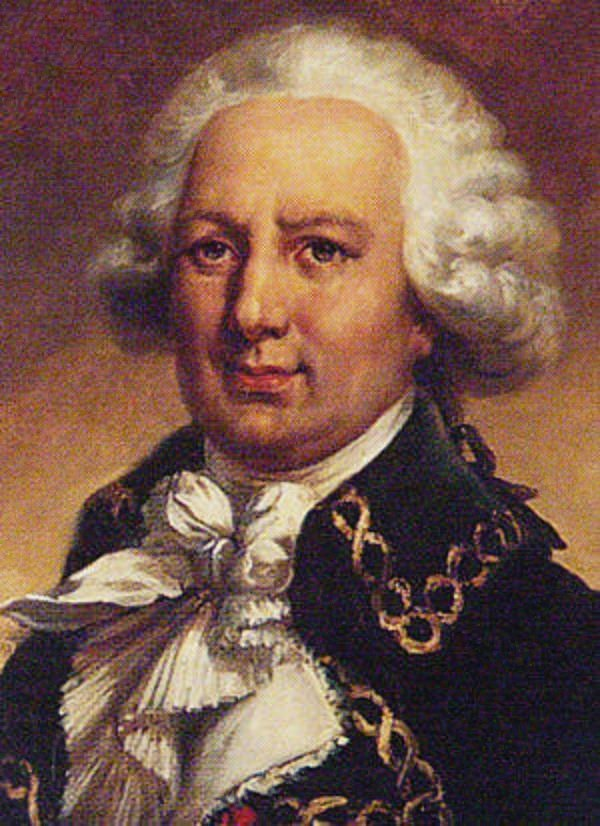
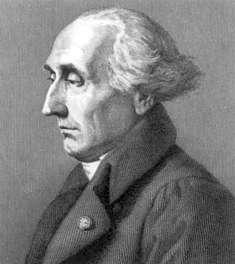
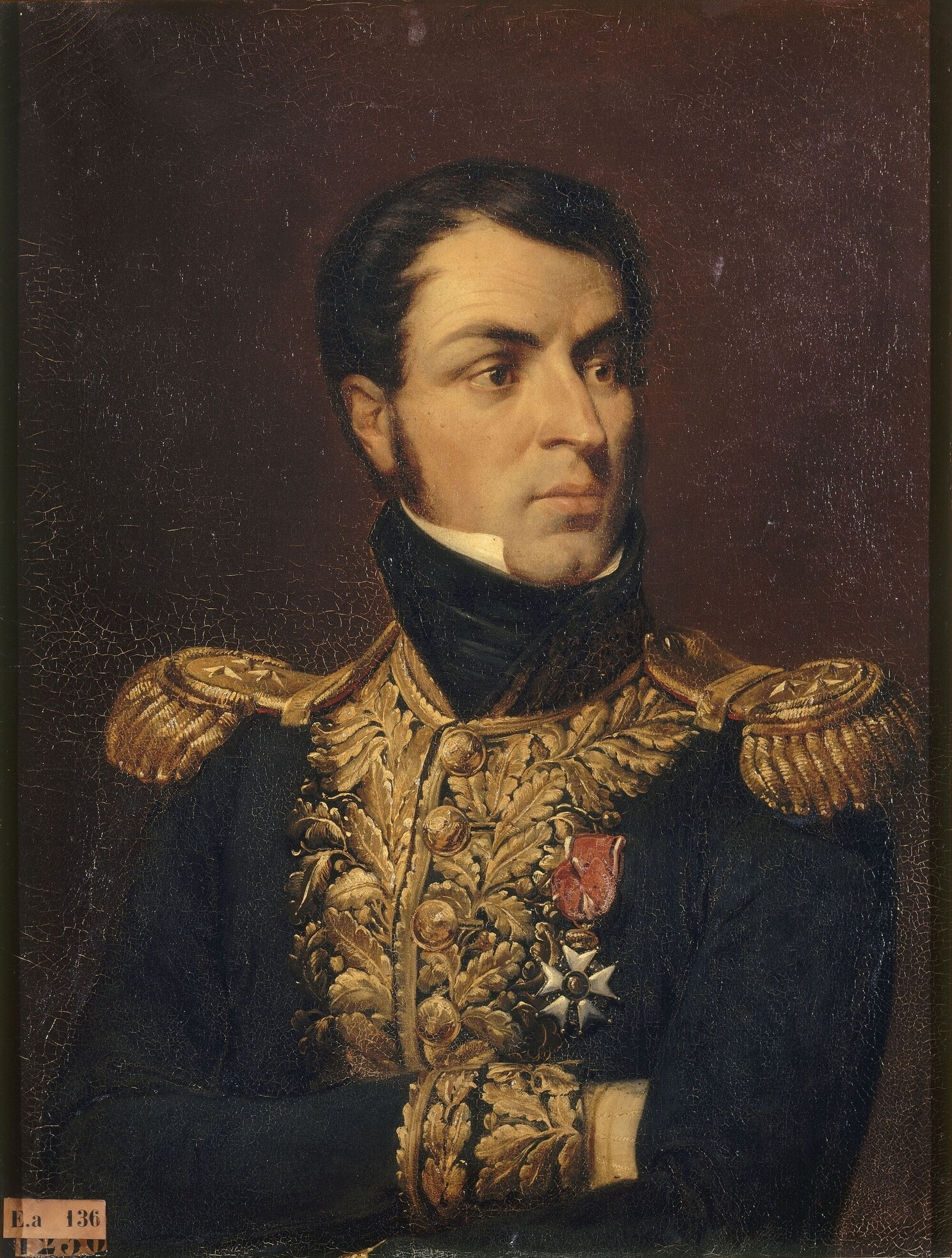
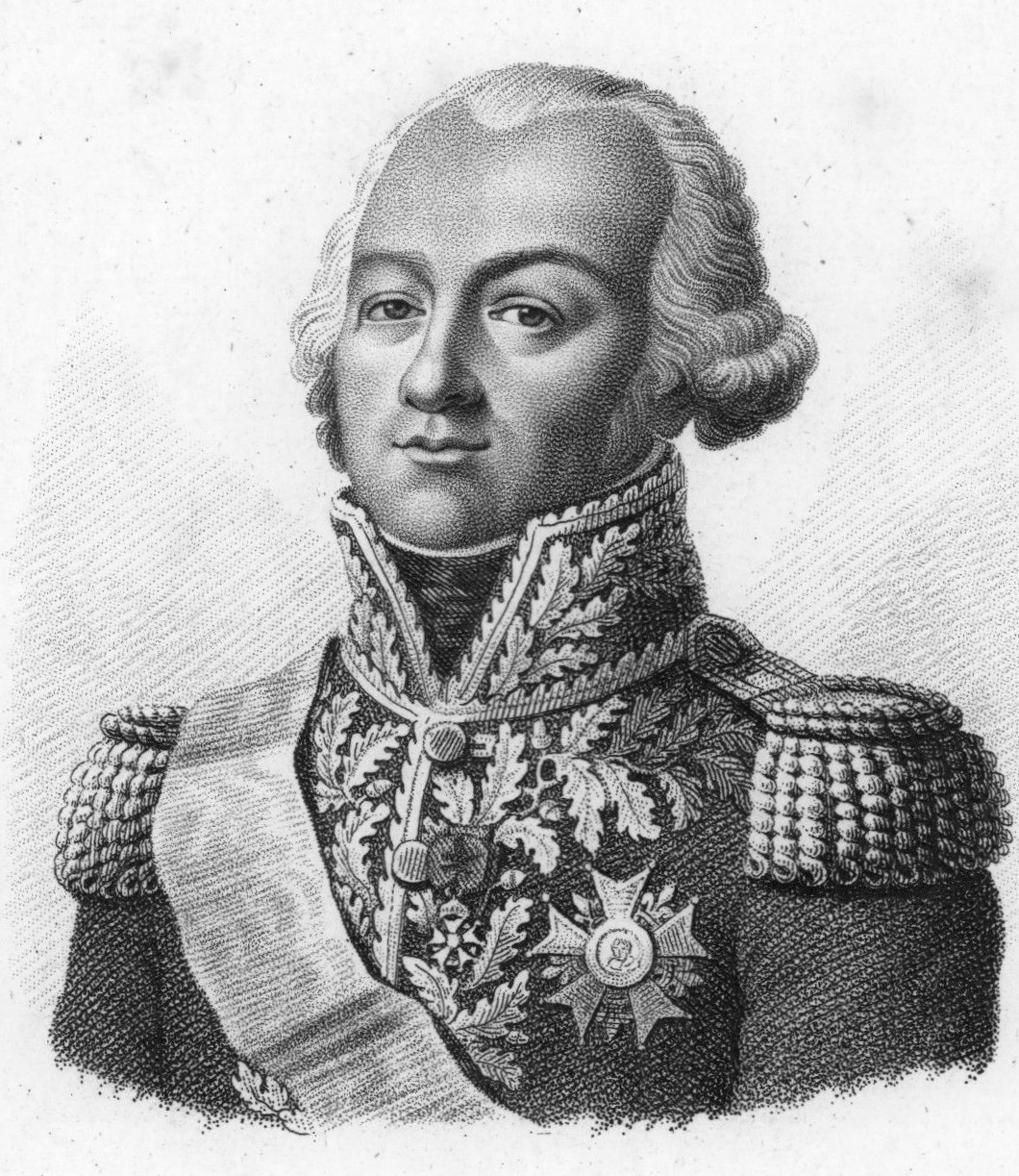
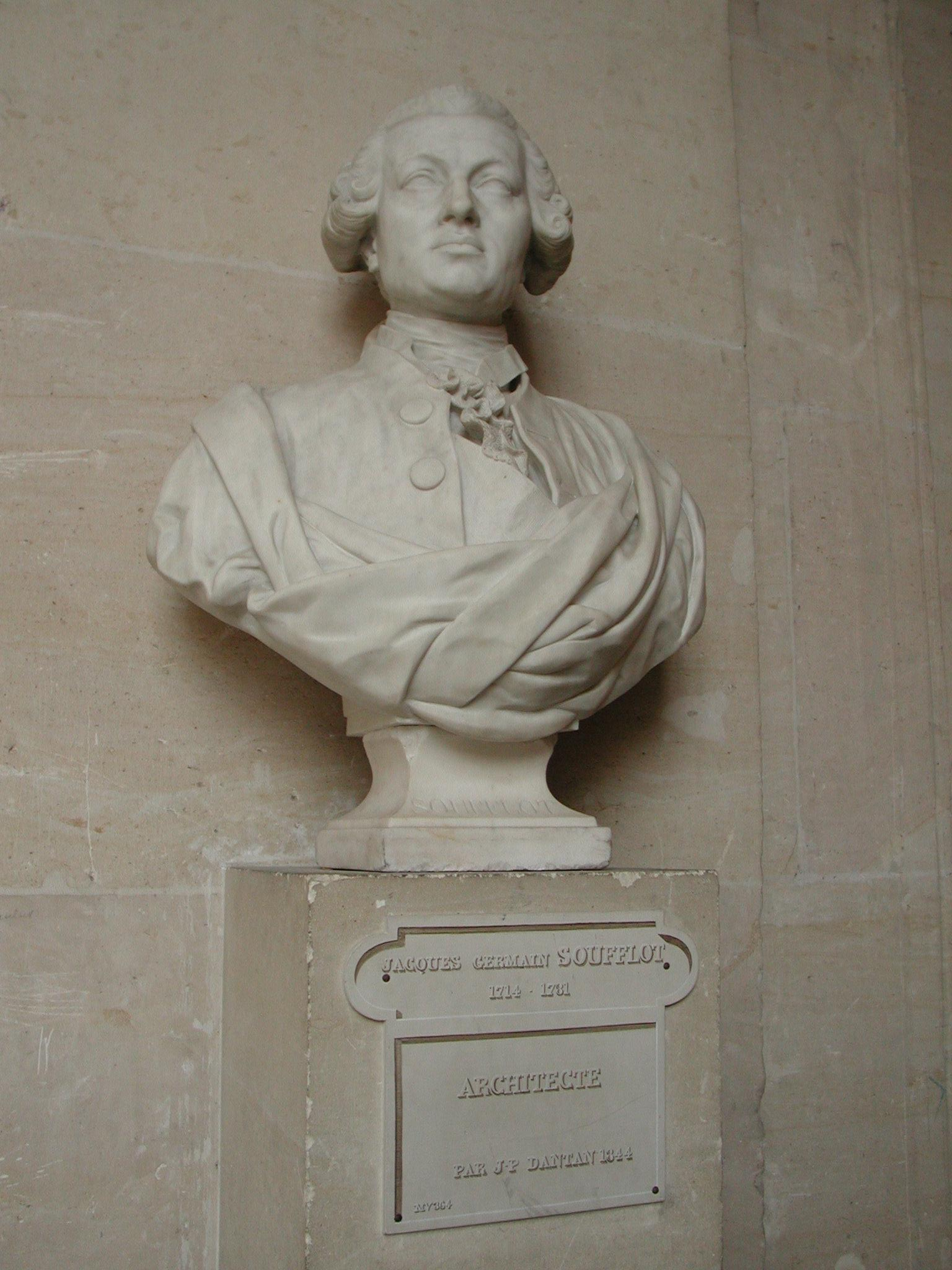
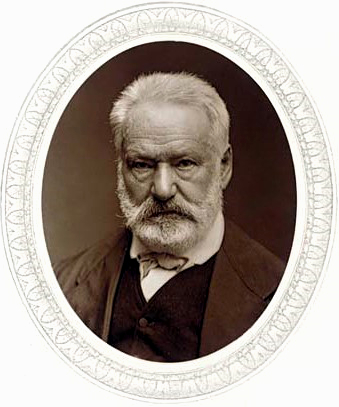
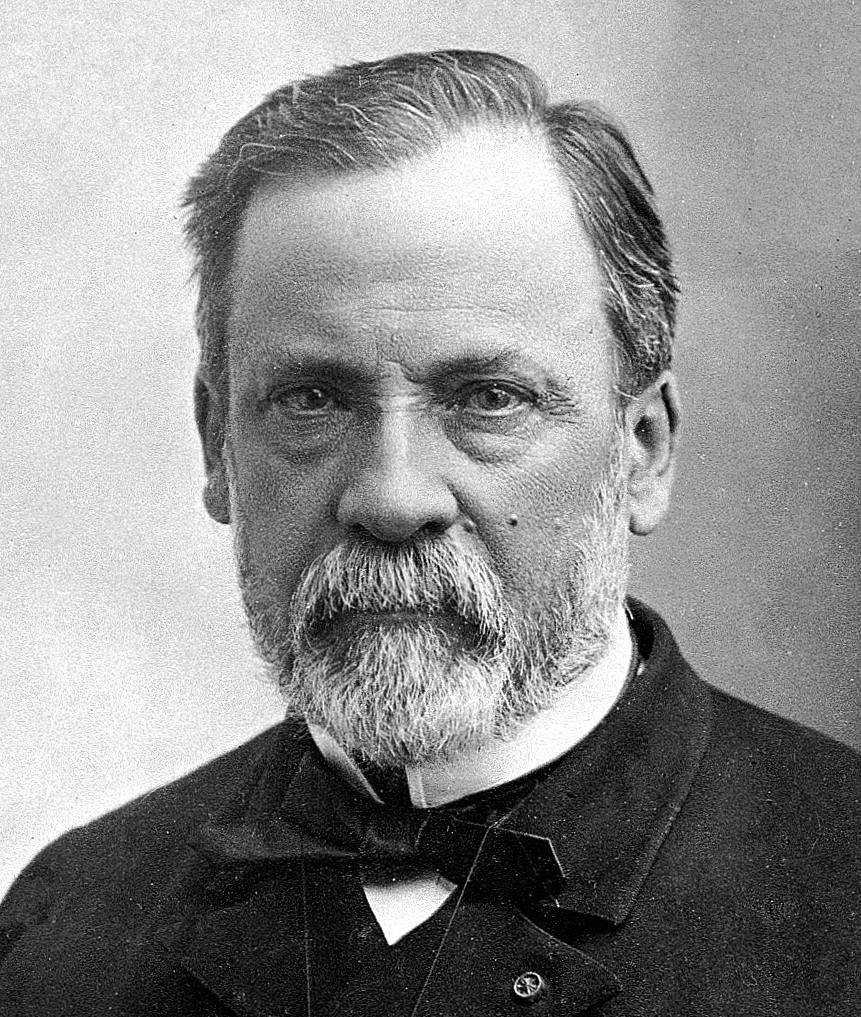
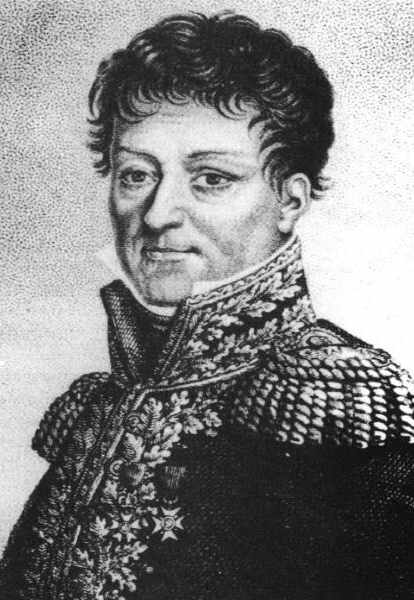
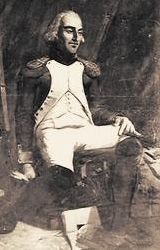
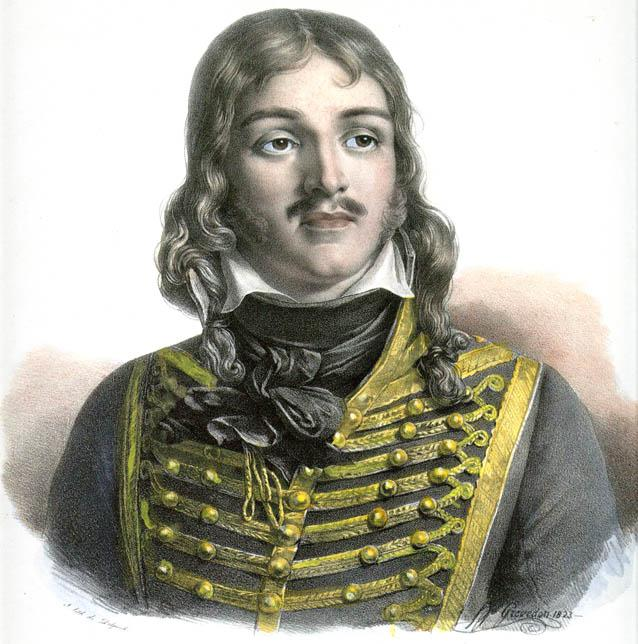
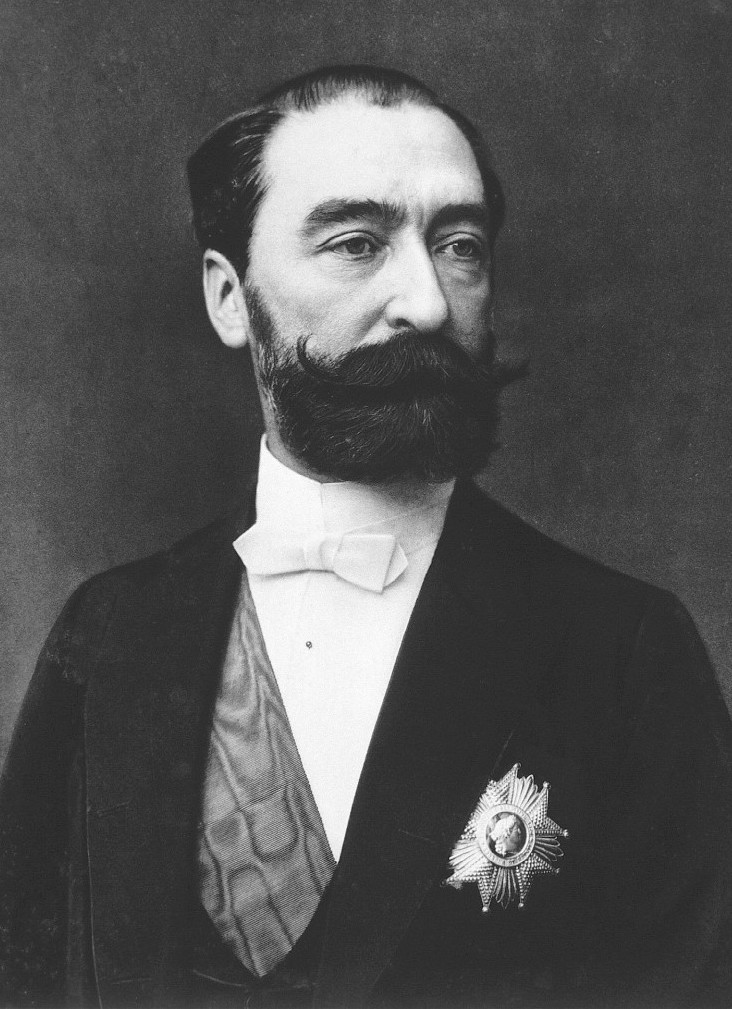
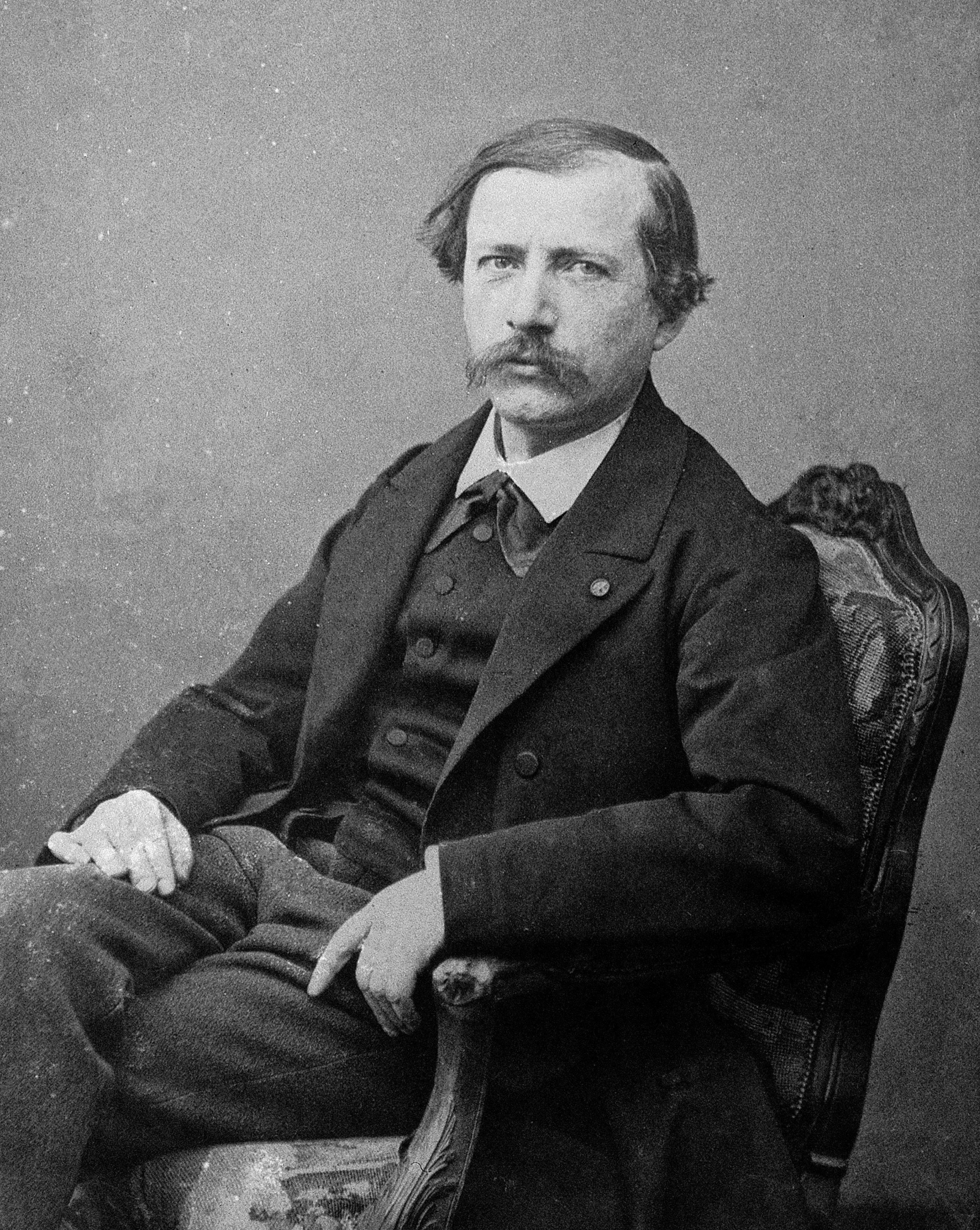
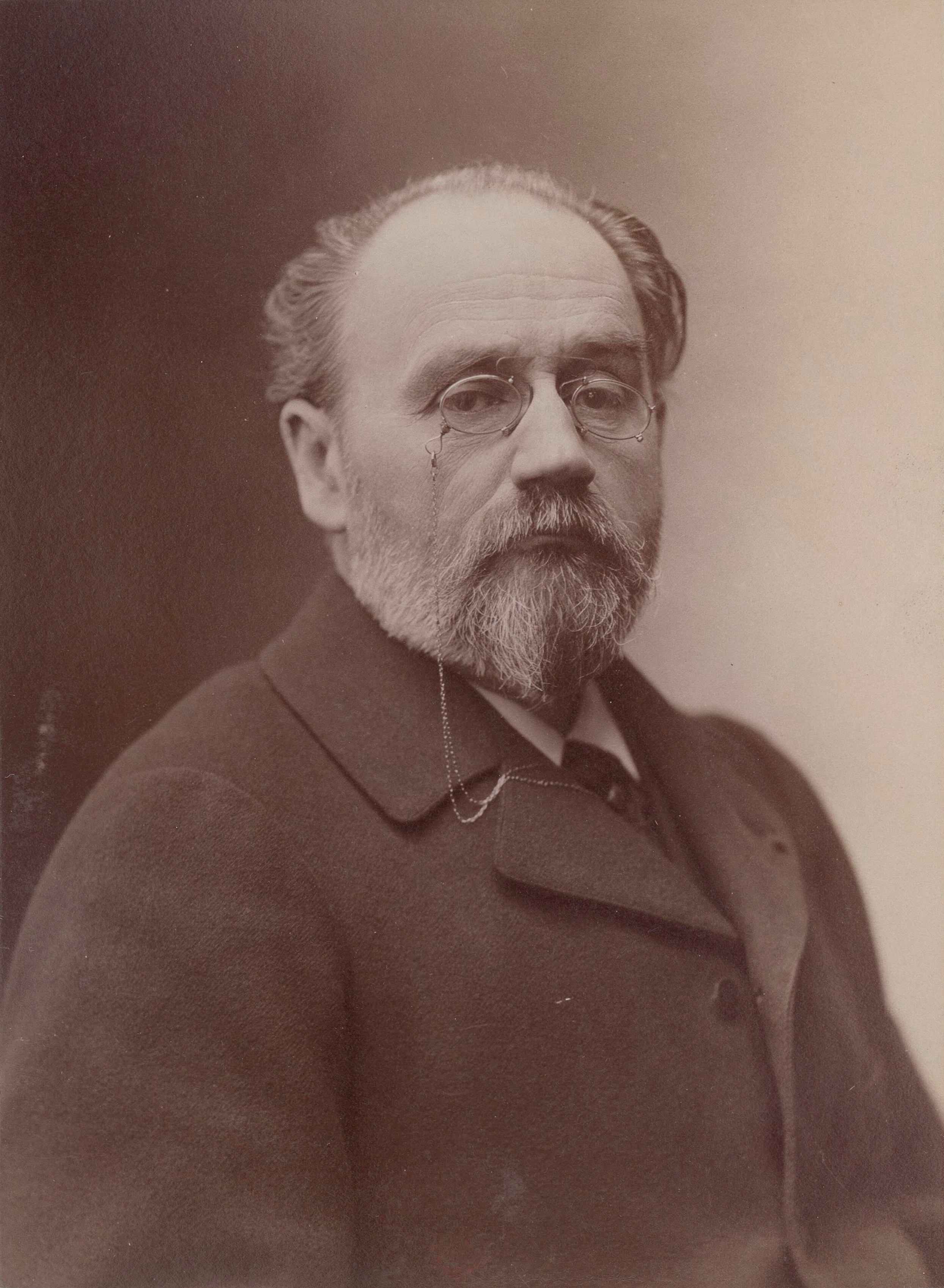
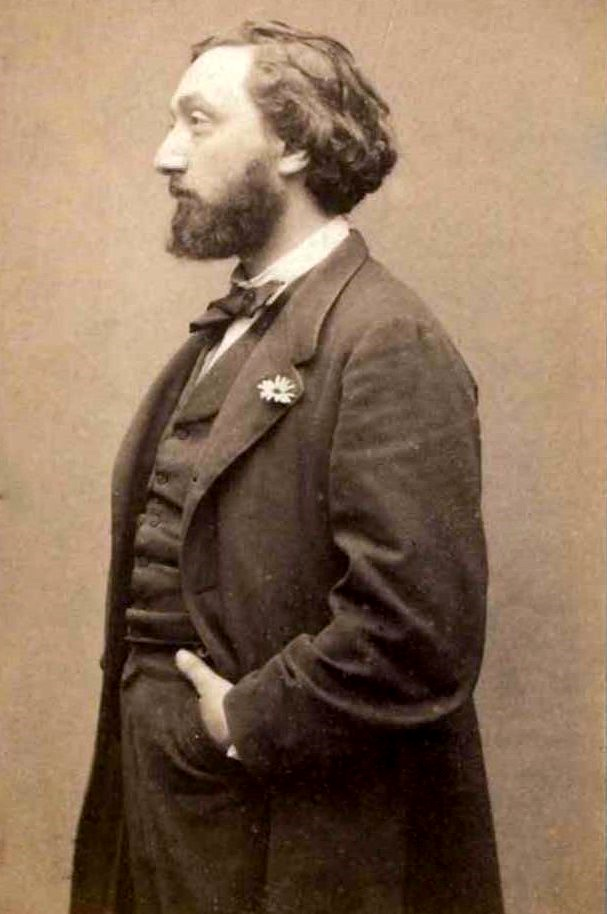
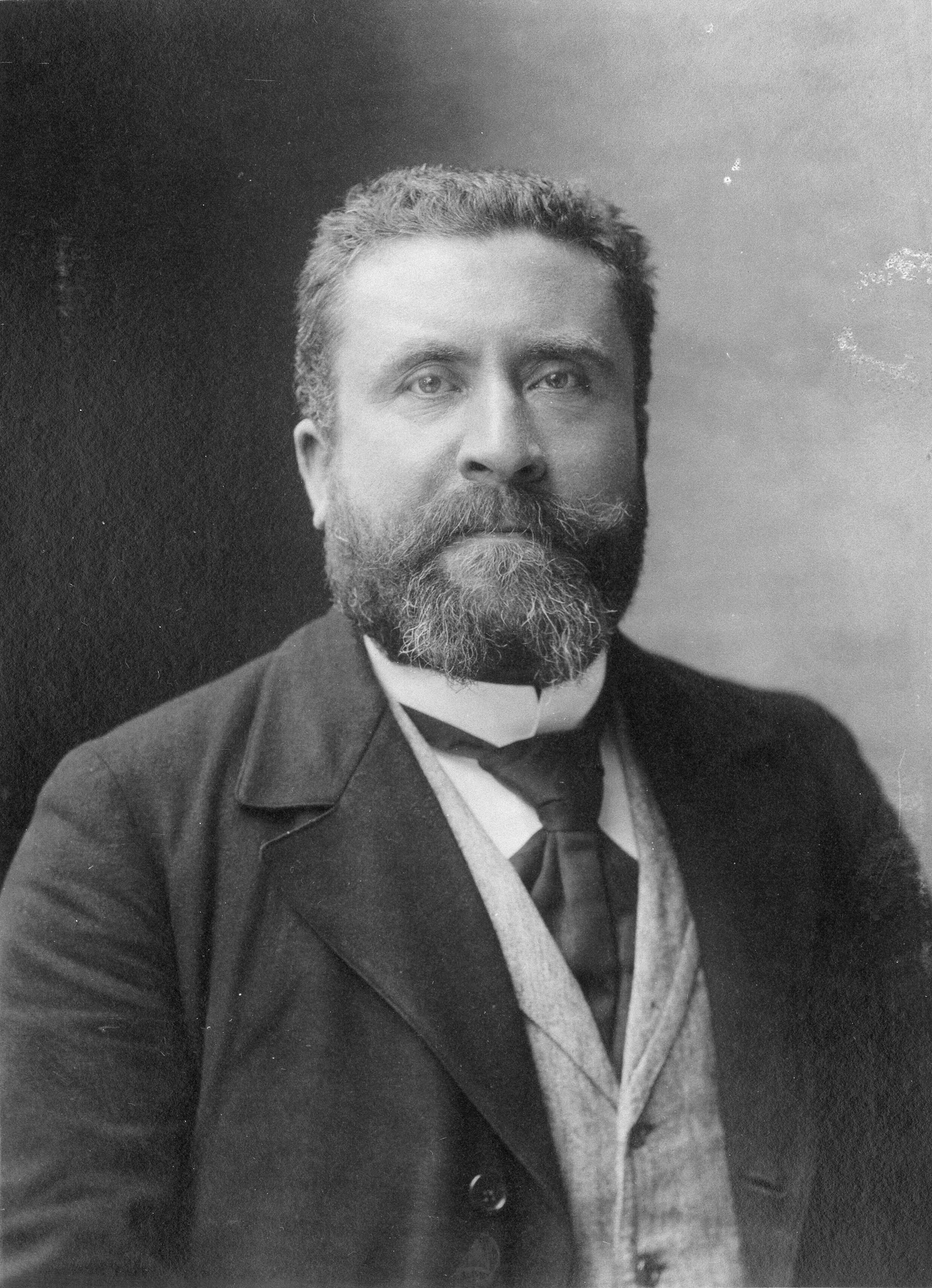
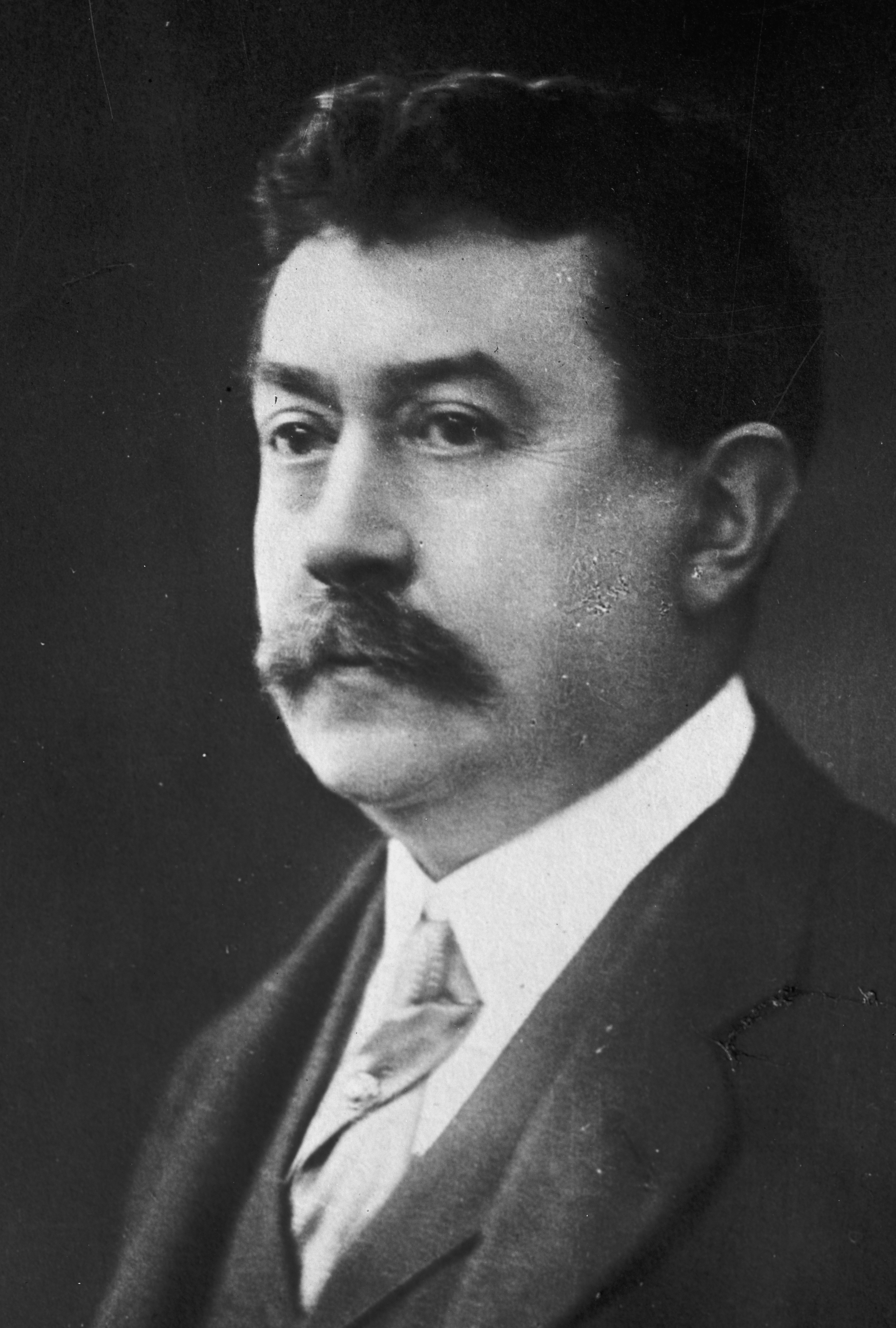
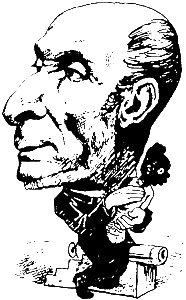
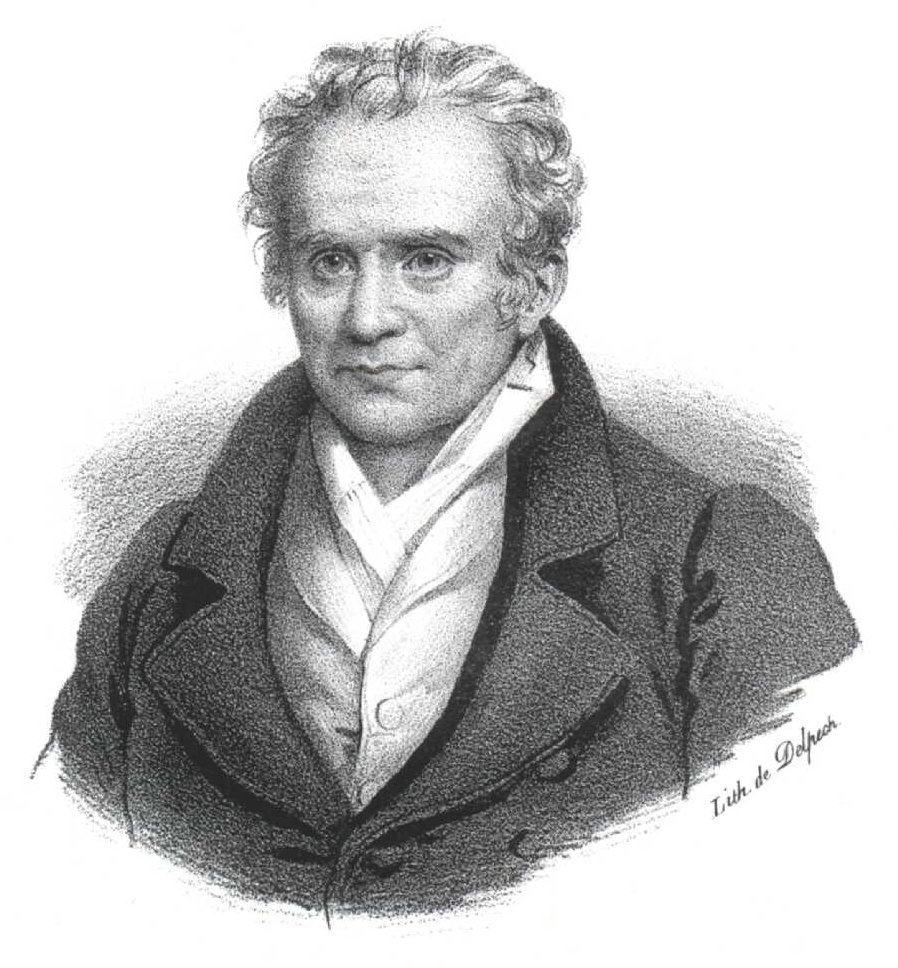
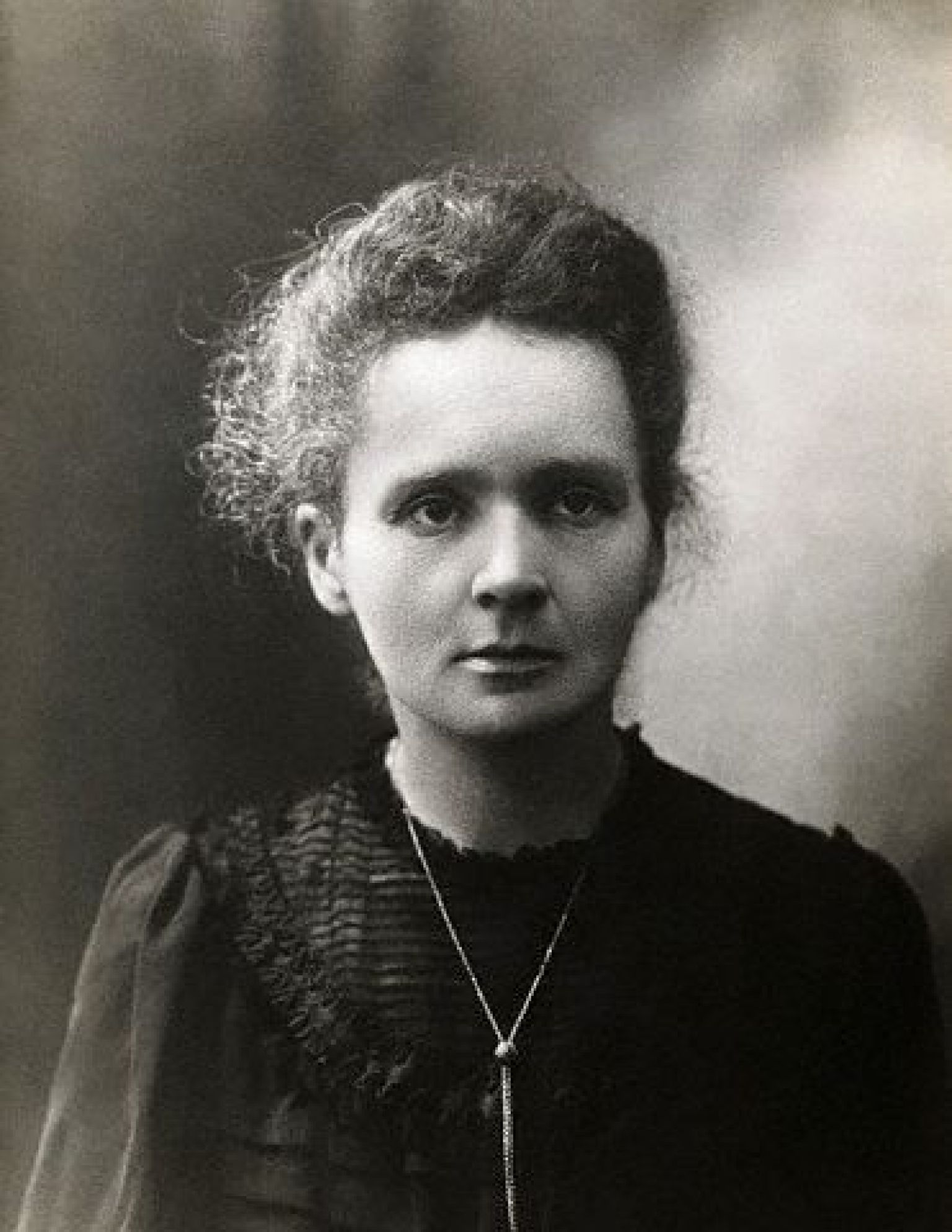
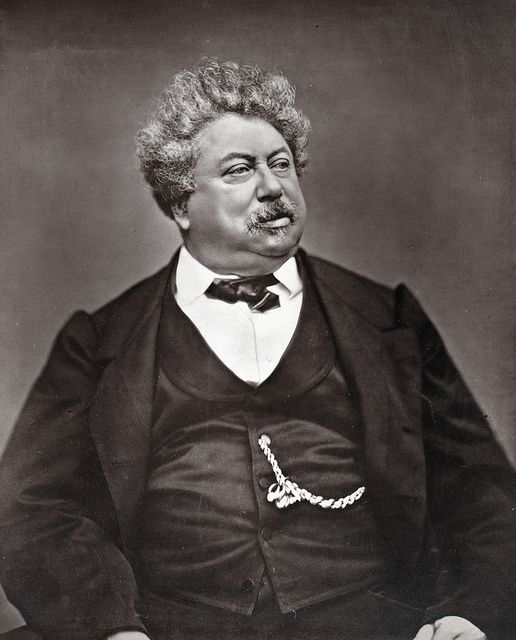

## قائمة العظماء المدفونين في البانثيون

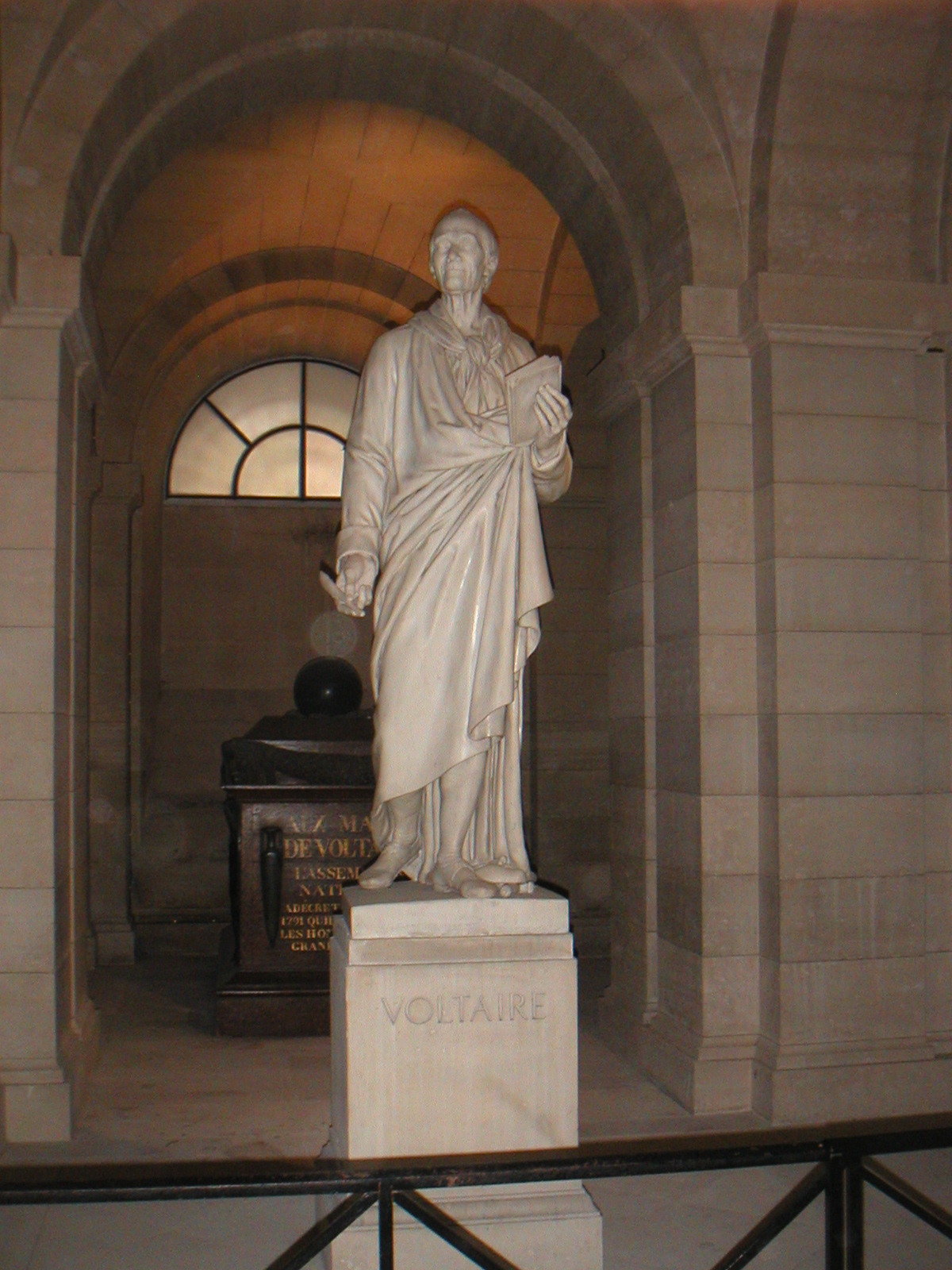
قبر فولتير في البانتيون، يتصدره تمثال له

| سنة الدفن في مقبرة العظماء | الاسم                                                       | ملاحظات |
| -------------------------- | ----------------------------------------------------------- | --- |
| 1791                       | أونوريه غابرييل ريكيتي، كونت ميرابو (1749 ـ 1791)           | أول من دفن في مقبرة العظماء في 4 أبريل 1791، استخرج جثمانه مرة أخرى في 25 نوفمبر 1794 ودفن في مكان مجهول. لم يعثر على رفاته من ذلك الحين.                                                                                    |
| 1791                       | فولتير                                                      | فيلسوف وأديب ساخر من أعلام عصر التنوير |
| 1792                       | نيكولا جوزيف بوربير (1740 ـ 1792)                           | ضابط فرنسي اختار الانتحار بدل الاستسلام خلال حرب التحالف الأول. اختفى جثمانه من المقبرة |
| 1793                       | لوي ميشيل لوبيليتييه، ماركيز سان فارجو (1760 ـ 1793)        | اغتيل. استخرجت أسرته جثمانه من البانثيون 14 فبراير 1795 لتعرضه للتعفن |
| 1793                       | أوغستين ـ ماري بيكو (1756 ـ 1793)                           | أحد جنرالات الثورة الفرنسية. اختفى جثمانه من المقبرة |
| 1794                       | جان بول مارا (1743 ـ 1793)                                  | نبش قبره واستخرج جثمانه من المقبرة |
| 1794                       | جان جاك روسو                                                | أحد أهم فلاسفة عصر التنوير. من مواطني جمهورية جنيف |
| 1806                       | فرانسوا دينيس ترونشيه                                       | خبير قانوني كان من محامي الدفاع عن الملك لويس السادس عشر حين محاكمته |
| 1806                       | كلود لوي بيتييه                                             | جنرال وسياسي فرنسي |
| 1807                       | جان إيتيان ماري بورتاليس (1746 ـ 1807)                      | سياسي ومشرع فرنسي |
| 1807                       | لوي بيير بانتاليون ريسنييه                                  | ناقد وكاتب مسرحي |
| 1807                       | لوي جوزيف شارل أمابل دالبير                                 | دوق لوين، استخرج جثمانه من المقبرة عام 1862 وأعيد إلى عائلته حسب طلبهم |
| 1807                       | جان باتيست بيير بيفيير                                      | سياسي اشتهر لكتابته قسم لعبة الكف أثناء الثورة الفرنسية |
| 1808                       | فرانسوا بارتلمي                                             | كونت بيغينو |
| 1808                       | بييير جون جورج كبانيس                                       | عالم فسيولوجيا وفيلسوف مادي |
| 1808                       | غابرييل لوي، ماركيز كولينكور                                | جنرال فرنسي في عهد الثورة الفرنسية |
| 1808                       | جان فريدريك بيريغو                                          | مصرفي من نوشاتيل لعب دوراً في الثورة الفرنسية وما بعدها |
| 1808                       | أنطوان سيزار دي شوازول                                      | دوق براسلان |
| 1808                       | جان بيير فيرمان، كونت مالير                                 | الموجود بالمقبرة هو فقط وعاء يحوي قلبه |
| 1809                       | جان باتيست بابان                                            | كونت سان كريستو |
| 1809                       | جوزيف ـ ماري، كونت فيين (1716 ـ 1809)                       | رسام فرنسي، هو الرسام الوحيد الذي كرم بعد وفاته بدفنه في البانثيون |
| 1809                       | بيير غارنييه، كونت لابواسيير                                | جنرال فرنسي شارك في حرب التحالف الثاني |
| 1809                       | جان بيير، كونت سيرس                                         | الموجود بالمقبرة هو فقط وعاء يحوي قلبه |
| 1809                       | جيروم لوي فرانسوا جوزيف، كونت دوراتزو                       | الموجود بالمقبرة هو فقط وعاء يحوي قلبه |
| 1809                       | جوستان بونافنتور، كونت مورار دوغال                          | أدميرال فرنسي، الموجود بالمقبرة هو فقط وعاء يحوي قلبه |
| 1809                       | إيمانويل كريتيه، كونت شانمول                                | أول حاكم لبنك فرنسا |
| 1810                       | جيوفاني باتيستا كابرارا                                     | كاردينال إيطالي ورئيس أساقفة ميلانو، توج نابليون ملكاً على إيطاليا |
| 1810                       | لوي جوزيف فنسان ليبلون، كونت سانت إيلير                     | قتل في معركة أسبيرغ ـ إسلينغ ضد الإمبراطورية النمساوية، وأمر نابليون بدفن رفاته في البانتيون إلى جوار المارشال جان لان |
| 1810                       | جان باتيست، كونت تريلار (1742 ـ 1810)                       | سياسي فرنسي من عصر الثورة |
| 1810                       | جان لان، دوق مونتبيللو                                      | مارشال فرنسي، وصديق شخصي للإمبراطور نابليون بونابرت، قتل في معركة أسبيرغ ـ إسلينغ ضد الإمبراطورية النمساوية |
| 1810                       | شارل بيير كلاريه (1738 ـ 1810)                              | كونت فلوريو دي لاتوريت، مستكشف فرنسي ووزير البحرية في عهد لويس السادس عشر |
| 1811                       | لوي ـ أنطوان، كونت بوغانفيل (1729 ـ 1811)                   | أدميرال ومستكشف فرنسي |
| 1811                       | الكاردينال تشارلز إرسكين (1739 ـ 1811)                      | كاردينال وقاصد رسولي بابوي إيطالي ـ اسكتلندي |
| 1811                       | ألكسندر أنطوان أورو، بارون سينارمون (1769 ـ 1810)           | قائد مدفعية فرنسي، قتل أثناء حصار قادس في أكتوبر 1810. الموجود بالمقبرة هو فقط وعاء يحوي قلبه |
| 1811                       | إيبوليتو أنطونيو فينسنتي ماريري                             | كاردينال إيطالي كان من داعمي نابليون عند زواجه بماري لويز |
| 1811                       | نيكولا ماري سونجيس دي كوربون                                | قائد مدفعية الجيش الفرنسي |
| 1811                       | ميشيل أوردينير                                              | جنرال وأحد قادة الحرس الإمبراطوري الفرنسي |
| 1812                       | جان ماري بيير دورسين                                        | كونت لوبيج، قائد عسكري فرنسي |
| 1812                       | يان فيليم دي فنتر، كونت هويسن (بالفرنسية: جان غيوم دي فنتر) | أدميرال هولندي شارك في الحروب النابليونية، وضع قلبه في وعاء ودفن في كنيسة بوفينكيرك في مدينة كامبن بشرق هولندا. |
| 1813                       | ياسينت هوغ تيموليون دي كوسيه-بريساك                         | دوق كوسيه وكونت كوسيه-بريساك، قائد عسكري وسياسي فرنسي |
| 1813                       | جان إغناس جاكمينو، كونت هام                                 | سياسي ومشرع فرنسي |
| 1813                       | جوزيف لوي لاغرانج                                           | كونت لاغرانج، عالم شهير في الرياضيات والفلك، من أصل إيطالي |
| 1813                       | جان روسو                                                    | سياسي ومشرع فرنسي |
| 1813                       | جوستان دو فيري                                              | كونت فيري وبارون لابيريير وكويندييه، سياسي ودبلوماسي فرنسي |
| 1814                       | جان نيكولا ديمونييه                                         | سياسي وكاتب فرنسي |
| 1814                       | جان لوي إبينيزر رينييه                                      | أحد قادة الحروب النابليونية، شارك في الحملة الفرنسية على مصر وبلاد الشام |
| 1814                       | كلود أمبرواز رينييه                                         | دوق ماسا دي كارارا، محامي وسياسي فرنسي |
| 1815                       | أنطوان جان ماري تيفينار (1733 ـ 1815)                       | قائد بحري فرنسي |
| 1815                       | كلود جوست ألكسندر لوغران (1762 ـ 1815)                      | جنرال فرنسي، شارك في حروب الثورة الفرنسية والحروب النابليونية، وتوفي متأثراً بجراحه خلال الحملة على روسيا |
| 1829                       | جاك جيرمان سوفلو (1713 ـ 1780)                              | معماري فرنسي من أعلام الكلاسيكية الجديدة في العمارة، هو باني البانثيون |
| 1885                       | فيكتور هوغو                                                 | الشاعر والروائي الفرنسي الشهير، من أبرز أدباء فرنسا في الحقبة الرومانسية |
| 1889                       | لازار كارنو (1753 ـ 1823)                                   | سياسي ومهندس وعالم رياضيات فرنسي. نقل رفاته إلى البانثيون خلال احتفالات فرنسا بمئوية الثورة الفرنسية |
| 1889                       | تيوفيل مالو كوريه (1743 ـ 1800)                             | ضابط وجامع آثار فرنسي. نقل رفاته إلى البانثيون خلال احتفالات فرنسا بمئوية الثورة الفرنسية |
| 1889                       | فرانسوا سيفران مارسوـ ديغرافييه (1769 ـ 1796)               | جنرال فرنسي، أحد قادة حروب الثورة الفرنسية. نقل رماد جثمانه إلى البانثيون خلال احتفالات فرنسا بمئوية الثورة الفرنسية، إذ أحرق جسده (بعد مصرعه في إحدى معارك الثورة الفرنسية في ألمانيا) بدلاً من دفنه                         |
| 1889                       | سادي كارنو (1837 ـ 1894)                                    | الرئيس الرابع للجمهورية الفرنسية الثالثة من عام 1887 وحتى اغتياله عام 1894. دفن في البانتيون عقب اغتياله مباشرة |
| 1907                       | مارسيلان بيرتيلو (1827 ـ 1907)                              | كيميائي وسياسي فرنسي، يعد من أعظم الكيميائيين على مدى التاريخ. عرف باكتشافه مبدأ تومسن ـ بيرتيلو في الكيمياء الحرارية، كما قام بتخليق العديد من المركبات العضوية من مكونات غير عضوية، وأبطل بذلك نظرية الأصل الحيوي          |
| 1907                       | صوفي بيرتيلو                                                | دفنت مع زوجها مارسيلان بيرتيلو. وهي أول امرأة تدفن في البانثيون |
| 1908                       | إميل زولا (1840 ـ 1902)                                     | الكاتب الروائي والمسرحي الشهير |
| 1908                       | ليون غامبيتا (1838 ـ 1882)                                  | سياسي فرنسي، برز في أعقاب الحرب الفرنسية البروسية. الموجود بالمقبرة هو فقط وعاء يحوي قلبه |
| 1924                       | جان جوريس (1859 ـ 1914)                                     | سياسي من قادة الحركة الاشتراكية في فرنسا. دفن في المقبرة بعد عشر سنوات من اغتياله |
| 1933                       | بول بانليفيه (1863 ـ 1933)                                  | سياسي تولى رئاسة الوزارة في الجمهورية الفرنسية الثالثة مرتين |
| 1948                       | بول لانجفان (1872 ـ 1946)                                   | عالم فيزيائي فرنسي |
| 1948                       | جان باتيست بيرين (1870 ـ 1942)                              | عالم فيزيائي فرنسي حائز على جائزة نوبل. دفن هو وبول لانجفان في البانتيون في نفس اليوم |
| 1949                       | فكتور شولشر (1804 ـ 1893)                                   | كاتب فرنسي. أحد أبرز دعاة إلغاء العبودية في عصره. كان مصراً أن يدفن إلى جانب والده مارك شولشر، ولذلك تم نقل رفاتهما معاً إلى البانثيون                                                                                         |
| 1949                       | فيلكس إيبويه (1884 ـ 1944)                                  | أول شخص أسود يدفن في البانتيون. كان من حكام المستعمرات الفرنسية ومن قادة فرنسا الحرة. نقل رفاته هو وفكتور شولشر إلى البانتيون في نفس اليوم                                                                                   |
| 1952                       | لويس بريل (1809 ـ 1852)                                     | مخترع نظام كتابة بريل للمكفوفين. نقل رفاته إلى البانتيون في الذكرى المئوية لوفاته |
| 1964                       | جان مولان (1899 ـ 1943)                                     | أحد رموز المقاومة الفرنسية إبان الحرب العالمية الثانية. قتل على أيدي الألمان. نقل رفاته من مقبرة "بير لاشيز" إلى البانتيون في 19 ديسمبر 1964                                                                                 |
| 1967                       | أنطوان دو سانت إكزوبيري                                     | كاتب وشاعر فرنسي ومؤلف الأمير الصغير. تم تخليده بلوحة تذكارية في نوفمبر 1967، نظراً لأن رفاته لم يعثر عليها أبداً |
| 1987                       | رينيه كاسان (1887 ـ 1976)                                   | خبير قانوني فرنسي حائز على جائزة نوبل. من مؤلفي الإعلان العالمي لحقوق الإنسان. نقل رفاته إلى البانتيون في الذكرى المئوية لمولده                                                                                              |
| 1988                       | جان مونيه (1888 ـ 1979)                                     | أحد أهم مهندسي الوحدة الأوروبية. نقل رفاته إلى البانتيون في الذكرى المئوية لمولده |
| 1989                       | الأب هنري غريغوار (1750 ـ 1831)                             | رجل دين كاثوليكي وقائد ثوري. نقلت رفاته إلى البانتيون خلال الاحتفال بالمئوية الثانية للثورة الفرنسية |
| 1989                       | غاسبار مونج (1746 ـ 1818)                                   | عالم رياضيات فرنسي شارك في إصلاح النظام التعليمي بعد الثورة. نقلت رفاته إلى البانثيون خلال الاحتفال بالمئوية الثانية للثورة الفرنسية                                                                                         |
| 1989                       | ماركيز كوندورسيه (1743 ـ 1794)                              | عالم رياضيات وفيلسوف من أعلام الثورة الفرنسية. دفن بشكل رمزي في البانثيون خلال الاحتفال بالمئوية الثانية للثورة الفرنسية. فالتابوت الموجود بالمقبرة ـ في الواقع ـ خالٍ من الرفات؛ التي فُقدت في القرن التاسع عشر لأسباب مجهولة |
| 1995                       | بيار كوري (1859 ـ 1906)                                     | عالم فيزياء الفرنسي حاصل على جائزة نوبل مع زوجته ماري كوري. في أبريل 1995، نقل رفاتهما معاً إلى البانتيون تكريماً لإنجازاتهما العلمية، ووضع رفاتهما جنباً إلى جنب في سرداب واحد                                                 |
| 1995                       | ماري كوري (1867 ـ 1934)                                     | عالمة فيزياء وكيمياء فرنسية من أصل بولندي وحائزة على جائزة نوبل مرتين. ماري كوري هي أول امرأة يتم تكريمها بعد وفاتها بدفن رفاتها في البانثيون، وهي المرأة الوحيدة المدفونة فيه حتى الآن                                      |
| 1996                       | أندريه مالرو (1901 ـ 1976)                                  | روائي فرنسي شهير. نقلت رفاته من مقبرة فيريير لوبويسون في 23 نوفمبر 1996 خلال الاحتفال بمرور 20 عاماً على رحيله |
| 2002                       | ألكسندر دوما (1802 ـ 1870)                                  | الروائي الفرنسي الشهير مؤلف الفرسان الثلاثة. نقلت رفاته إلى المقبرة بعد 132 عاماً من وفاته |
| 2015                       | جان زيه (1904 - 1944)                                       | سياسي فرنسي سجن وأعدم من قبل حكومة فيشي |
| 2015                       | بيير بروسوليت (1903 - 1944)                                 | صحفي وسياسي يساري قيادي، يعتبر من أكبر أبطال المقاومة الفرنسية |
| 2015                       | جيرمين تييون (1907 - 2008)                                  | عالمة إثنولوجيا وعضوة في المقاومة الفرنسية. دفنت بشكل رمزي في البانثيون. والتابوت الموجود في المقبرة يحتوي فقط على تراب مأخوذ من موقع دفنها الأصلي، وليس على رفاتها، التي لم تسمح عائلتها بنقلها                             |
| 2015                       | جينيفييف ديغول-أنتونيوز (1920 - 2002)                       | عضوة في المقاومة الفرنسية وابنة أخ شارل ديغول. دفنت بشكل رمزي في البانثيون. والتابوت الموجود في المقبرة يحتوي فقط على تراب مأخوذ من موقع دفنها الأصلي، وليس على رفاتها، التي لم تسمح عائلتها بنقلها                          |
| 2018                       | سيمون فاي (1927 - 2007)                                     | محامية وسياسية وناشطة حقوقية فرنسية وأحد الناجين من المحرقة النازية |
| 2018                       | أنطوان فاي (1926 - 2013)                                    | زوج سيمون فاي. تم نقل رفاتهما سوية إلى البانثيون |

## وصلات خارجية
- البانتيون ـ على موقع مركز الآثار الوطنية (بالفرنسية)
- صور قديمة وحديثة لمبنى البانتيون، مع خريطة لموقعه (بالفرنسية والإنجليزية والألمانية)
- موقع غير رسمي يضم معرضاً لعشرين صورة من البانتيون
- صور+ يضم معلومات وصور من البانتيون